# Trugelnrode (Adelsgeschlecht)
Die Herren von Trugelnrode (auch Trugelrode, Trughelinrode, Thrugelenrode, Trogelrode) waren ein 1262 erstmals urkundlich fassbares und 1459 im Mannesstamm erloschenes Geschlecht hessischer Niederadliger. Sie waren benannt nach der Burg Trugelrode bzw. der wohl um 1400 wüst gefallenen Siedlung Trugelrode etwa 3 km westlich von Neustadt im Landkreis Marburg-Biedenkopf in Nordhessen.
Sie waren zunächst Ministeriale der Grafen von Ziegenhain, dann von Kurmainz und erbauten und bewohnten die 1248 erstmals erwähnte Kemenate in Trugelrode. Mitglieder des Geschlechts saßen zeitweise auch auf der Burg Jesberg, wo sie in Ganerbschaft mit denen von Linsingen standen.

## Geschichte
1262 war Heinrich von Trugelnrode (Henricus de Trogilnrode) Zeuge auf zwei Urkunden des Grafen Ludwig II. von Ziegenhain zu Nidda, ebenfalls bei einer 1265 in Amöneburg ausgefertigten Schenkungsurkunde an die Deutschordensballei Hessen in Marburg. 1277 und auch 1281 ist Rudolf von Trugelnrode als Schultheiß im seit 1241 kurmainzischen Jesberg bekundet.
Albert von Trugelnrode war im April 1303 einer der Zeugen auf einer Urkunde, in der Erzbischof Gerhard II. von Mainz die neu erbaute Burg Haldessen an Ritter aus der dortigen Gegend verpfändete. Im November 1303 schenkten drei Brüder von Trugelnrode – der Ritter Albert, der Pfarrer Wiegand und der Diener Werner – mit Zustimmung ihrer Schwester Albrad, einer Chorfrau des Augustiner-Chorfrauen-Stifts in Immichenhain – dem Stift Immichenhain Einkünfte von 24 Schillingen zu ewigem Besitz; Albert siegelte das Dokument. Am 31. Dezember 1305 war Werner von Trugelnrode einer der Zeugen auf der in Fritzlar ausgestellten Urkunde, mit der das Mainzer Domkapitel den Grafen Heinrich IV. von Waldeck für die Dauer der Mainzer Sedisvakanz als Offiziat über die kurmainzischen Festen und Burgen in Niederhessen und auf dem Eichsfeld einsetzte.
1342 verkaufte Rule von Trugelnrode sein Gut in Wolmersdorf an die Herren von Erfurtshausen.
Im August 1351 ritten fünf kurmainzische Burgmannen zu Jesberg, darunter Thule von Trugelnrode, zur Burg Niederurff und dann zur Burg Falkenberg, um dem Ritter Kurt von Falkenberg genannt von Hebel einen erzbischöflichen Vorladebrief zu überbringen. Im Januar 1358 stifteten die Kanonissen Elisabeth von Trugelnrode und Elisabeth von Liederbach des Damenstifts Oberkappel dem benachbarten Chorherrenstift Kappel eine Summe Geldes zum Erwerb von Erbgütern, was daraufhin in Dillich getätigt wurde. 1359 kam es zu einer Erbteilung derer von Trugelnrode, wobei der Pfarrer von Geismar, offensichtlich ein Mitglied der Familie, Güter in Gilsa und in Richerode erhielt.
Im Mai 1363 nahm der Ritter Rudolf von Trugelnrode an einem vom hessischen Landgrafen Heinrich II. in Hertingshausen einberufenen Gerichtstag teil, bei dem es um einen Besitzstreit zwischen denen von Elben und Hermann von Hertingshausen ging.
Im Jahre 1373 bestimmten die Brüder Albrecht, Kanoniker zu Kappel, und Johann von Trugelnrode aus ihrem Güterbesitz in Trugelrode 12 Morgen Land zum Bau einer dortigen Kapelle. Ob es noch zu diesem Bau kam, ist ungewiss, denn schon im Oktober 1375 verpfändete Johann von Trugelnrode den Hof und das Dorf Trugelrode für 300 Gulden an Gerlach von Wahlen als nutznießliche Pfandschaft; wahrscheinlich zog er an einen anderen Ort. 1379 verkauften die von Trugelnrode eine Gülte aus ihren Gütern zu Richerode, und 1390 verkaufte Rule von Trugelnrode seinen gesamten Besitz, einschließlich des Zehnten, in Richerode an Lotz von Linsingen.
1402 überließ Otto von Trugelnrode ein Vorwerk und Güter in Wolmersdorf dem kurmainzischen Amtmann zu Jesberg, Ludwig Baldamar, und dessen Ehefrau Bechte geb. von der Nuhn.
Das Geschlecht derer von Trugelnrode starb im Jahre 1459 mit Otto von Trugelnrode im Mannesstamm aus. Die heimgefallenen kurmainzischen Lehen gingen an Johann von Löwenstein-Westerburg.